# Трусиловка
Трусиловка (укр. Трусилівка) — село в Красиловском районе Хмельницкой области Украины.
Население по переписи 2001 года составляло 194 человека. Почтовый индекс — 31013. Телефонный код — 3855. Занимает площадь 1,324 км². Код КОАТУУ — 6822786603.

## Местный совет
31013, Хмельницкая обл., Красиловский р-н, с. Фёдоровка, ул. Центральная